# Француска на Европском првенству у атлетици у дворани 1972.
Француска је као домаћин чествовала на 3. Европском првенству у атлетици у дворани 1972. одржаном у Греноблу, (Француска),11. и 12. марта 1972. У трећем учешћу на европским првенствима у дворани репрезентацију Француске представљало је 38 спортиста (22 м  и 16 ж) који су се такмичили у 22  дисциплине: 13 мушких и 9  женских.
Најуспешнији такмичар био је препонаш Ги Дри који је поред златне медаље поставио и светски рекор на 50 метара са препонана.
Са седам освојених медаља:две златне, једна сребрна и четири бронзане, Француска је у укупном пласману заузела је 4. место од 14 земаља које су на овом првенству освојиле медаље, односно 23 земље учеснице.
У табели успешности (према броју и пласману такмичара који су учествовали у финалним такмичењима (првих 8 такмичара)) Француска је са 16 учесника у финалу заузела 4. место са 77 бодова, од 23 земље које су имале представнике у финалу, односно све земље учеснице су имали представника у финалу.
| Плас. | Земља     | 1. место | 2. место | 3. место | 4. место | 5. место | 6. место | 7. место | 8. место | Бр. финал. - Бод |
| ----- | --------- | -------- | -------- | -------- | -------- | -------- | -------- | -------- | -------- | ---------------- |
| 4.    | Француска | 2 - 16   | 1 - 7    | 4 - 24   | 2 − 10   | 3 - 12   | 2 - 6    | 1 − 2    | 1 - 1    | 16 − 77          |

## Учесници
| Бр. | Дисциплина   | Мушкарци                   | Жене                                                 | Укупно |
| --- | ------------ | -------------------------- | ---------------------------------------------------- | ------ |
| 1.  | 50 м         | Патрик Бурбејон            | Силвијан Телије Мишел Бење                           | 3      |
| 2.  | 400 м        | Жан-Пјер Сгар              | Колет Бесон Бернадет Мартен                          | 3      |
| 3.  | 800 м        | Франсис Гонзалес           | Данијел Верије                                       | 2      |
| 4.  | 1.500 м      | Жаки Боксберже             | Моник Боли                                           | 2      |
| 5.  | 3.000 м      | Мишел Жероди               |                                                      | 1      |
| 6.  | 50 м препоне | Ги Дри Марк Ное Емил Ребуа | Жаклин Андре Надин Фрико                             | 5      |
| 7.  | 4 х 1 круг¹  |                            | Мишел Бење*, Кристијан Марле, Клодин Мер, Никол Пани | 3 (4)* |

| Бр. | Дисциплина   | Мушкарци                                            | Жене                                                      | Укупно   |
| --- | ------------ | --------------------------------------------------- | --------------------------------------------------------- | -------- |
| 9.  | 4 х 2 круга¹ | Патрик Салвадор, Анде Паоли, Мишел Даш, Жил Бертул  | Маделен Томас, Бернадет Мартен, Нокол Дикло, Колет Бесон* | 7 (8)*   |
| 10. | 4 х 4 круга  | Ив Грингоар, Еме Кордоба, Еилип Реноди, Филип Мејер |                                                           | 4        |
| 11. | Скок увис    | Мишел Ле Жоф                                        | Моник Оран                                                | 2        |
| 12. | Скок мотком  | Жан-Мишел Бело                                      |                                                           | 1        |
| 13. | Скок удаљ    | Жак Пани                                            | Мари Паскал Гије                                          | 2        |
| 12. | Троскок      | Бернаер Ламитје                                     |                                                           | 1        |
| 14. | Бацање кугле | Ив Брузе Арнжол Бер                                 |                                                           | 2        |
|     | Укупно (13)  | 22                                                  | 16 (18)*                                                  | 38 (40)* |

¹ Напомена:Пошто је кружна стаза у Греноблу износила 180 метара, није се могло одржати такмичење штафета 4 х 400 метара јер су два круга уместо 400 метара износила 360, тако да је било немогуће измене извршити на местима које та трка по правилима ИААФ предвиђа, па је назив ове дисциплине био штафета 4 х 2 круга. Победницама се рачунају медаље, а постигнути резултати не, јер су постигнути у дисциплини која званично не постоји.
- Звездица уз име такмичара означава да је учествовао у више дисциплина
- Звездица уз број у загради означава да су у њега још једном урачунати такмичари који су учествовали у више дисциплина.

## Освајачи медаља
- Злато

1. Жек Боксбергер — 1.500 м, мушкарци

2. Ги Дри — трка 50 м. препоне, мушкарци]]
- Сребро

1. Мишел Бење, Кристијан Марле, Клодин Мер, Никол Пани — штафета 4 х 1 круг, жене
- Бронза

1. Франсис Гонзалес → 800 метара, мушкарци

3. Патрик Салвадор, Анде Паоли, Мишел Даш, Жил Бертул  — штафета 4 х 2 круга, мушкарци
 
3. Силвијан Теллије — 50 м, жене

4. Маделен Томас, Бернадет Мартен, Нокол Дикло, Колет Бесон  — штафета 4 х 2 круга, жене

## Резултати

### Мушкарци
| Атлетичар                                           | Дисциплина    | Лични рекорд | Квалификације | Квалификације | Полуфинале           | Полуфинале           | Финале               | Финале   | Детаљи |
| Атлетичар                                           | Дисциплина    | Лични рекорд | Резултат      | Место         | Резултат             | Место                | Резултат             | Место    | Детаљи |
| --------------------------------------------------- | ------------- | ------------ | ------------- | ------------- | -------------------- | -------------------- | -------------------- | -------- | ------ |
| Патрик Бурбејон                                     | 50 м          |              | 6,01          | 3. у гр. 3 КВ | 5,82                 | 4. у пф. 1           | Није се квалификовао | 7. / 15  |        |
| Жан-Пјер Сгар                                       | 400 м         |              | 6,37 ЛРд      | 3. у гр. 2    | Није се квалификовао | Није се квалификовао | Није се квалификовао | 9. / 9   |        |
| Франсис Гонзалез                                    | 300 м         |              | 1:59,83       | 2 у гр. 1     |                      |                      | 1:49,17 ЛРд          |          |        |
| Жак Боксберже                                       | 1.500 м       |              |               |               |                      |                      | 3:45,66 ЛРд          |          |        |
| Мишел Жероди                                        | 3.000 м       |              | 8:24,48 ЛРд   | 7. / 7        |                      |                      |                      |          |        |
| Ги Дри                                              | 50 м препоне  |              | 6,53 СРд      | 1. у гр. 4 КВ | 6,52 СРд             | 1. у пф. 1 КВ        | 6,51 СРд             |          |        |
| Марк Ное                                            | 50 м препоне  |              | 6,67          | 1. у гр. 3 КВ | 6,64                 | 3. у пф. 2           | 6,67                 | 5. / 23  |        |
| Емил Ребуа                                          | 50 м препоне  |              | 6,75          | 2. у гр. 2 КВ | 6,85                 | 5. у пф. 1           | Није се квалификовао | 12. / 23 |        |
| Патрик Салвадор, Анде Паоли, Мишел Даш, Жил Бертул  | 4 х 2 круга   |              |               |               |                      |                      | 2:59,2               |          |        |
| Ив Грингоар, Еме Кордоба, Еилип Реноди, Филип Мејер | 4 х 4 круга   |              | 6:30,7        | 4. / 4        |                      |                      |                      |          |        |
| Мишел Ле Жоф                                        | скок увис     |              | }2,11         | 11. / 15      |                      |                      |                      |          |        |
| Жан-Мишел Бело                                      | скок мотком   |              | БП            | БП            |                      |                      |                      |          |        |
| Жак Пани                                            | скок удаљ     |              | 7,79          | 6. / 12 (13)  |                      |                      |                      |          |        |
| Бернаер Ламитје                                     | троскок       |              | 16,26         | 7. / 11       |                      |                      |                      |          |        |
| Ив Брузе                                            | бацање куглее |              | 19.80         | 5. / 10       |                      |                      |                      |          |        |
| Марк Ное                                            | бацање куглее |              | 17,89         | 10 / 10       |                      |                      |                      |          |        |

### Жене
| Атлетичар                                                | Дисциплина   | Лични рекорд | Квалификације | Квалификације | Полуфинале            | Полуфинале            | Финале                | Финале   | Детаљи |
| Атлетичар                                                | Дисциплина   | Лични рекорд | Резултат      | Место         | Резултат              | Место                 | Резултат              | Место    | Детаљи |
| -------------------------------------------------------- | ------------ | ------------ | ------------- | ------------- | --------------------- | --------------------- | --------------------- | -------- | ------ |
| Силвијан Теллије                                         | 50 м         |              | 6,37          | 1. у гр. 2 КВ | 6,35                  | 2. у пф. 2 КВ         | 6,31                  |          |        |
| Мишел Бење                                               | 50 м         |              | 6,46          | 2. у гр. 4 КВ | 5,49                  | 4. у пф. 1            | Није се квалификовала | 11. / 19 |        |
| Колет Бесон                                              | 400 м        |              | 54.74         | 1. у гр. 1 КВ | 54,61                 | 2. у пф. 1 КВ         | 55,64                 | 4. / 9   |        |
| Бернадет Мартен                                          | 400 м        |              | 55,88         | 2. у гр. 2 кв | 56,75                 | 4. у пф. 2            | Није се квалификовала | 8. / 9   |        |
| Данијел Верије                                           | 300 м        |              | 1:11,82       | 2 у гр. 1     | Није се квалификовала | Није се квалификовала | Није се квалификовала | 11. / 11 |        |
| Моник Боли                                               | 1.500 м      |              |               |               |                       |                       | 4:49,38               | 5. / 5   |        |
| Жаклин Андре                                             | 50 м препоне |              | 7,31          | 5. у гр. 3    | Није се квалификовала | Није се квалификовала | Није се квалификовала | 15. / 21 |        |
| Надин Фрико                                              | 50 м препоне |              | 7,35          | 3 у гр. 1     | Није се квалификовала | Није се квалификовала | Није се квалификовала | 17. / 23 |        |
| Мишел Бење, Кристијан Марле, Клодин Мер, Никол Пани      | 4 х 1 круг   |              |               |               |                       |                       | 1:27,6                |          |        |
| Маделен Томас, Бернадет Мартен, Нокол Дикло, Колет Бесон | 4 х 2 круга  |              | 3:11,3        |               |                       |                       |                       |          |        |
| Моник Оран                                               | скок увис    |              | 1,76          | 7. / 13       |                       |                       |                       |          |        |
| Мари Паскал Гије                                         | скок удаљ    |              | 5,56          | 10. / 10      |                       |                       |                       |          |        |

## Биланс медаља Француске после 3. Европског првенства у дворани 1970—1972.
|     | ЕП     |   |   |   |    | УП |
| 1.  | 1970.  | 2 | 1 | 3 | 6  | 3  |
| 2.  | 1971.  | 0 | 1 | 0 | 1  | 10 |
| 3.  | 1972.  | 2 | 1 | 4 | 7  | 4  |
| 1-2 | Укупно | 4 | 3 | 7 | 14 | 6. |
| --- | ------ | - | - | - | -- | -- |

|    | ЕП              |   |   |   |   |
| 1. | Силвијан Телије | 1 | 2 | 1 | 4 |
| 2. | Колет Бесон     | 1 | 0 | 2 | 3 |
| 3. | Никол Дикло     | 1 | 0 | 1 | 2 |
| 4. | Ги Дри          | 1 | 0 | 1 | 2 |
| -- | --------------- | - | - | - | - |

## Француски освајачи медаља  после 3. Европског првенства 1970—1972.
|     | Атлетичар/ка                                                          | м | ж | ЕП       | Дисциплина       |   |   |   |    |
| --- | --------------------------------------------------------------------- | - | - | -------- | ---------------- | - | - | - | -- |
| 1.  | Франсоа Траканели                                                     | м |   | 1970.    | скок мотком      |   |   |   |    |
| 2.  | Силвијан Телије (1), Миреј Тестаније Колет Бесон (1), Никол Дикло (1) |   | ж | 1970.    | мешовита штафета |   |   |   |    |
| 3.  | Силвијан Телије (2)                                                   |   | ж | 1970.    | 80 м             |   |   |   |    |
| 4.  | Ги Дри (1)                                                            | м |   | 1970.    | 60 м препоне     |   |   |   |    |
| 5.  | Пјер Колнар                                                           | м |   | 1970.    | бацање кугле     |   |   |   |    |
| 6.  | Колет Бесон (2)                                                       |   | ж | 1970.    | 400 м            |   |   |   | 6  |
| 7.  | Силвијан Телије (3)                                                   |   | ж | 1971.    | 60 м             |   |   |   | 1  |
| 8.  | Жак Боксберже                                                         | м |   | 1972.    | 1.500 м          |   |   |   |    |
| 9.  | Ги Дри (2)                                                            | м |   | 1972.    | 50 м препоне     |   |   |   |    |
| 10. | Мишел Бење, Кристијан Марле, Клодин Мер, Никол Пани                   |   | ж | 1972.    | 4 х 1 круг       |   |   |   |    |
| 11. | Франсис Гонзалес                                                      | м |   | 1972.    | 800 м            |   |   |   |    |
| 12. | Патрик Салвадор, Анде Паоли, Мишел Даш, Жил Бертул                    | м |   | 1972.    | 4 х 2 круга      |   |   |   |    |
| 13. | Силвијан Телије (4)                                                   |   | ж | 1972.    | 50 м             |   |   |   |    |
| 14. | Маделен Томас, Бернадет Мартен, Нокол Дикло (2) , Колет Бесон         |   | ж | 1972.    | 4 х 2 кеуга      |   |   |   | 7  |
|     | Укупно                                                                | 7 | 7 | 1970—72. |                  | 4 | 3 | 7 | 14 |